# Mataria
Mataria eller Al-Matariyyah (arabiska: المطرية) är ett distrikt öster om Nilen i norra delen av Kairos utkanter, Egypten. Distriktet skall ej förväxlas med staden Al-Matariyya vid den norra kusten i guvernementet ad-Daqahliyya; platserna har dessutom ingen anknytning till varandra.
Området för det nuvarande distriktet Mataria var del av den antika staden Heliopolis, en av de äldsta städerna i det forntida Egypten.

## Namnet
Namnet Mataria tros komma från det latinska ordet Mater som betyder 'moder', och härstammar från 'jungfru Marias träd' som finns i Mataria.

## Historia
Mataria, med det intilliggande distriktet Ain Shams, hade en uppmärksammad historia under Egyptens Faraoniska period som en del av det antika Heliopolis. Distriktet innefattar ett flertal arkeologiska platser från den perioden, flera under dess nuvarande infrastruktur och som upptäckts först på senare år. I antikens romarrike tillhörde Heliopolis provinsen Augustamnica. Enligt sägnen sökte den kristna heliga familjen skydd under ett träd i Heliopolis, i dag känt som 'Jungfru Marias träd' som finns vid Chapel of the Virgin - Jungfruns kapell i Mataria. 

### Historiska monument

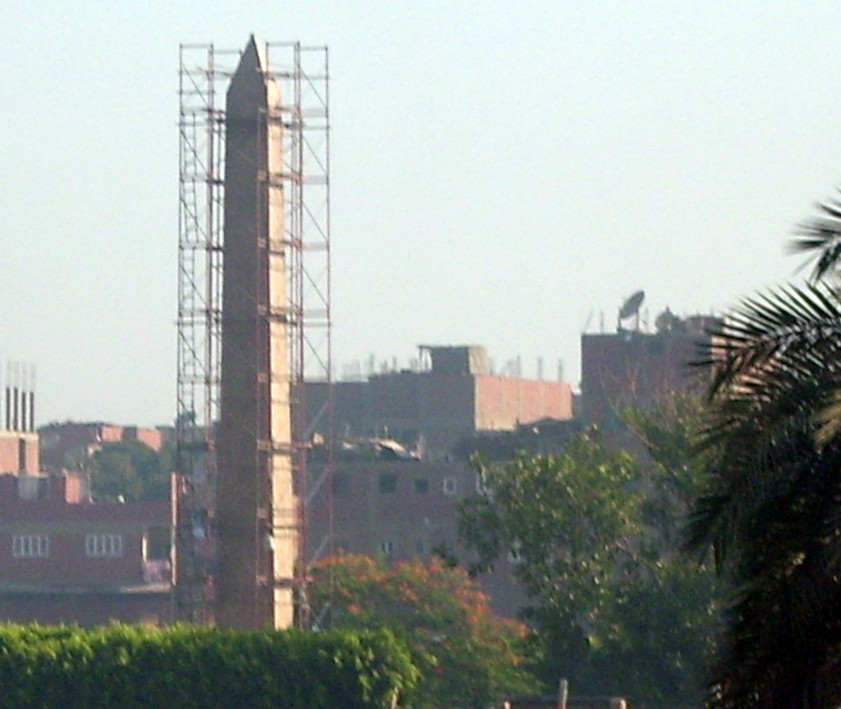
Närbild på Masallaobelisken, Mataria.

I Al-Masalla-området finns den antika Masallaobelisken, en av de obelisker från den faraoniska tiden som fortfarande finns i Egypten. Den är det enda Heliopolismonument som finns kvar i sin ursprungliga position, och av det stora Re-Atum-templet uppfört av farao Senusret I (1971 f.Kr.–1926 f.Kr.) under Egyptens tolfte dynasti. Den drygt 20 meter höga obelisken i röd granit väger cirka 120 ton.